# Симэньдин
Симэньди́н (кит. трад. 西門町, упр. 西门町, пиньинь Xīméndīng, хокло Se-mn̂g-teng; ромадзи: Seimon-chō; иногда также Hsimenting или Ximenting) — торговый и развлекательный городской квартал в тайбэйском районе Ваньхуа в Китайской республике (Тайвань). Первая пешеходная зона на Тайване.

## Общие сведения
Симэньдин называют «тайбэйским Харадзюку» или «Сибуей Тайбэя». Симэньдин — центр моды, субкультуры и японской молодёжной культуры на Тайване. Здесь сконцентрирована ночная и клубная жизнь тайваньской столицы, располагаются многочисленные рестораны, бары, кафе и кинотеатры. Также Симэньдин — самый важный торговый район на западе Тайбэя. Расположен в северо-восточной части городского района Ваньхуа. Хорошо известная сейчас пешеходная зона стала первым таким местом на Тайване и по сей момент привлекает туристов, молодёжь и других покупателей.

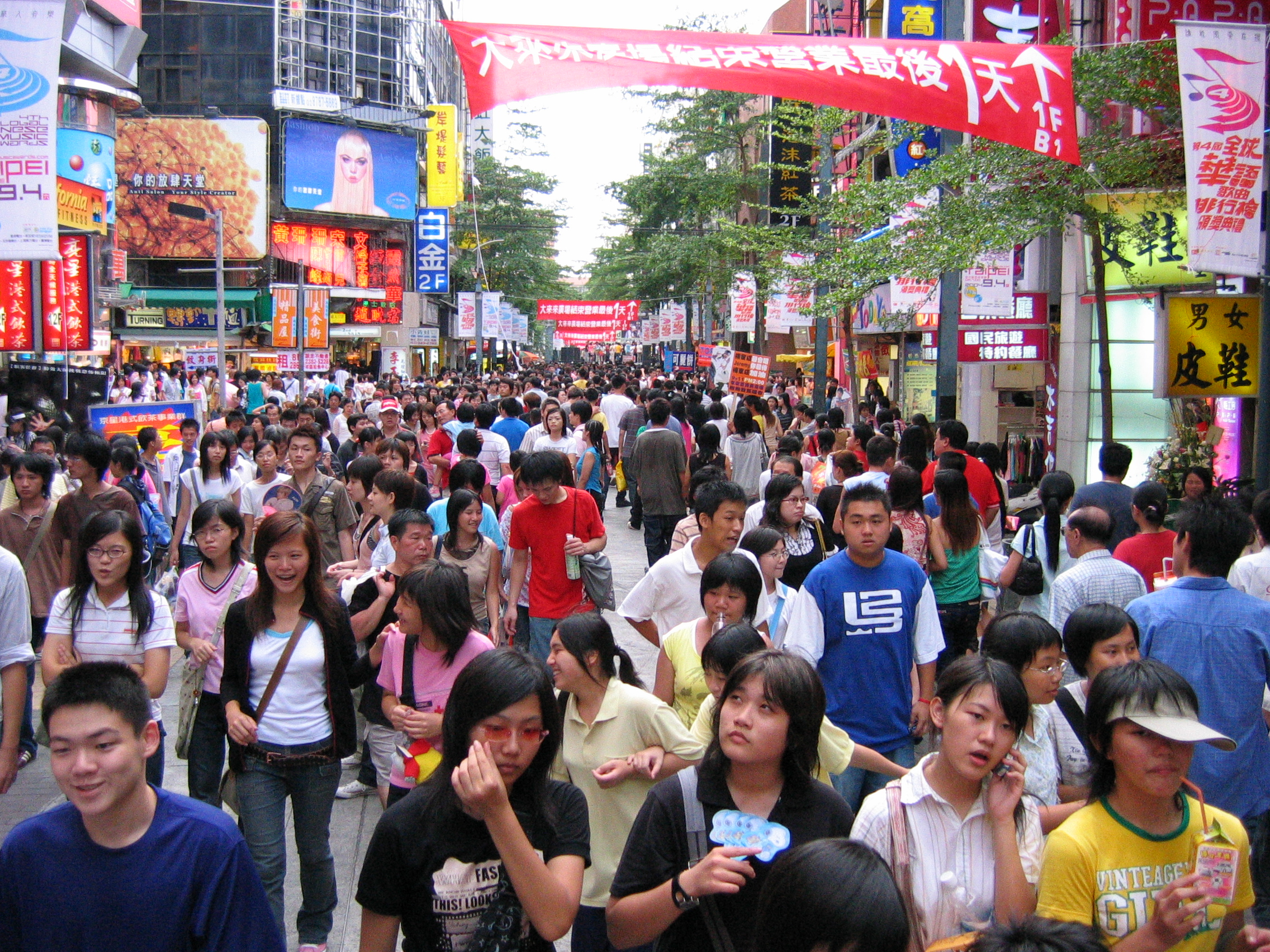
Симэньдин — популярный среди молодёжи торговый квартал

## Транспорт
Самый близкий к кварталу транспортный узел — одноимённая станция метро «Симэнь» (выход #6). Ближайшая магистраль, улица Чжунхуа — удобное место для пересадок нескольких автобусных маршрутов.

## История

### Название
Пешеходная зона Симэньдин получила своё имя от японского названия данного района Сэймон-тё: (яп. 西門町 ромадзи: Seimon-chō, буквально «квартал у Западных ворот»), распространённого во времена японской оккупации Тайваня. Использование знака 町 — необычное для китайского языка явление, где иероглиф практически вышел из употребления и первоначально означал «приподнятую полоску земли между залитыми водой рисовыми полями», так как он применяется в японском его значении, где данный кандзи обозначает «улицу», «квартал» или даже «небольшой город».

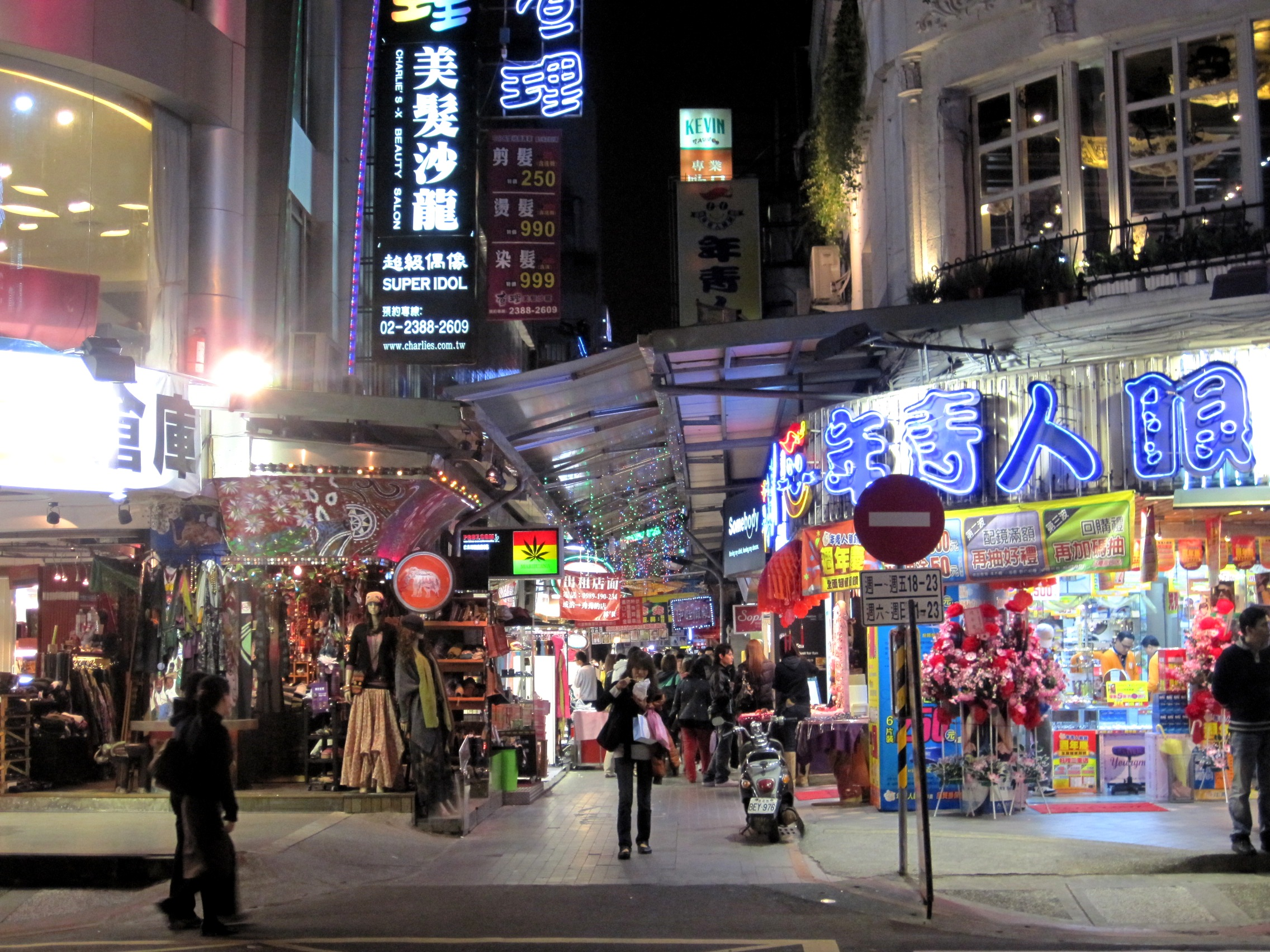
Один из переулков квартала Симэньдин

### Происхождение
Квартал получил такое название из-за своего расположения вблизи от и вне старых западных городских ворот Тайбэя. В начале японского правления на острове данная местность была незаселённым участком дикой природы, через который проходила дорога от западных ворот Тайбэя в соседнее поселение Ваньхуа. Затем японская администрация решила последовать примеру токийского района Асакуса и устроить тут центр торговли и развлечений.